# Alonso de Ávila
Alonso de Ávila (Alonzo de Ávila), referenciado también como Alonso Dávila por algunos historiadores, (Ciudad Real 1486-Nueva Galicia 1542), fue un conquistador español que participó en la conquista de Tenochtitlan y en la de Yucatán. Su sobrino del mismo nombre participó con Martín Cortés en una sublevación en la Nueva España en 1565.  

## Expedición de Grijalva
Después de la accidentada expedición de Francisco Hernández de Córdoba a la península de Yucatán, el entonces gobernador de la isla de Cuba Diego Velázquez de Cuéllar organizó una segunda expedición la cual fue formada por cuatro embarcaciones.
Pedro de Alvarado, Francisco de Montejo y Alonso de Ávila fueron capitanes, aportando cada uno ellos su propia embarcación con bastimentos. Juan de Grijalva, sobrino del gobernador, fue nombrado líder de la misión. En este viaje se exploraron Cozumel, las costas oriental y la costa occidental de la península de Yucatán. En Chakán Putum enfrentaron a los mayas couohes comandados por el halach uinik Moch Couoh. A pesar de que el dirigente maya fue muerto en la batalla, hubo varios expedicionarios europeos heridos, entre ellos el propio Grijalva.  La caravana prosiguió hacia las costas de Tabasco en donde desembarcaron en Potonchán y se entrevistaron con el cacique Tabscoob, continuaron hacia Veracruz, desde este punto Pedro de Alvarado regresó hacia Cuba, mientras Montejo, Ávila y Grijalva deliberaron la posibilidad de establecer una guarnición en las costas recién descubiertas, después de evaluar las condiciones, decidieron regresar también a la isla de Cuba.

## Conquista de México
En noviembre de 1518 se unió como uno de los diez capitanes en la expedición de Hernán Cortés, la que partió de Cuba en febrero de 1519 y culminó en 1521 siendo la conquista de Tenochtitlan. 
Alonso de Ávila, junto a Pedro de Alvarado y Gonzalo de Sandoval, realizaron un avance de reconocimiento en Potonchán (en la costa de Tabasco) y fueron emboscados por los mayas chontales. Poco después combatió parte en la batalla de Centla, donde los conquistadores finalmente sometieron a los mayas chontales y fundaron Santa María de la Victoria.  
En San Juan de Ulúa apoyó el nombramiento de Cortés como Capitán general y de justicia mayor. Una vez fundada la Villa Rica de la Vera Cruz, Cortés lo nombró "tesorero del rey" para llevar control del Quinto Real. En noviembre de 1519 estando en Tenochtitlan, junto a Cortés y otros capitanes, estuvo presente en el arresto de Moctezuma, así mismo junto con Pedro de Alvarado, Juan Velázquez de León y Francisco de Lugo realizó la custodia del tlatoani.
De acuerdo a la Relación breve de la conquista de la Nueva España del cronista Francisco de Aguilar, el 30 de junio de 1520, después de la expulsión de los conquistadores españoles de Tenochtitlan, conocida como la Noche Triste, Alonso de Ávila encontró Hernán Cortés llorando y le dijo "—¡Oh señor! ¿Ahora es tiempo de llorar?", Cortés le contestó "—¿Y no os parece que tengo razón?. Sabed que esta noche no quedará hombre de nosotros vivo si no se tiene algún medio para poder salir". Alonso de Ávila junto a Pedro de Alvarado y otros construyeron un puente levadizo con una viga ancha para poder escapar, dando de esta forma nuevamente ánimos a Hernán Cortés.
En 1520, después de la epidemia de viruela registrada en Tenochtitlan, Cortés lo envió a La Española, junto con Diego de Ordás y Alonso de Mesa en defensa de sus intereses y refuerzos para el reabastecimiento de las campañas militares. 
En abril de 1522, Hernán Cortés nombró a Alonso de Ávila alcalde mayor de México. Ese mismo año lo envió a Castilla junto con Antonio Quiñones portando el quinto del rey de la conquista de Tenochtitlan. En su trayecto se encontraron con una armada de piratas franceses capitaneada por Jean Fleury, quienes les robaron el oro, plata y tres carabelas. Alonso de Ávila estuvo preso durante dos años en Francia hasta que se pagó su rescate. Entonces regresó a España y se presentó a las audiencias para rendir su testimonio en el pleito entre Diego Velázquez de Cuéllar y Hernán Cortés.
En su viaje a Castilla, se encontró con su compañero y amigo Francisco de Montejo quien había obtenido el título de adelantado para la conquista de Yucatán, el rey Carlos V en reconocimiento a los servicios de Dávila le nombró tesorero y giró órdenes para que sus encomiendas en la Nueva España le fueran respetadas. De acuerdo a la Historia verdadera de la conquista de la Nueva España de Bernal Díaz del Castillo, la población de Cuautitlán fue encomienda de Alonso de Ávila.

## Conquista de Yucatán
De vuelta en América, en ese entonces denominada como Nuevo Mundo o Las Indias, participó en la conquista de Yucatán con Francisco de Montejo. Durante la primera campaña de 1527 a 1529 realizó incursiones facilitadas por el cacique maya llamado Nahum Pat, en la costa oriental de la  península del Yucatán, en Cozumel, Xel-Há, Xamanhá. Fue en esta ocasión en que él y Francisco de Montejo fundaron las primeras villas llamadas Salamanca en la península de Yucatán.
En la segunda campaña de 1530 a 1535 cruzó la península de occidente a oriente fundando guarniciones en Tulúm y Salamanca de Bacalar.

## Conquista de Tabasco
En el año de 1535, Francisco de Montejo, desde Tabasco mandó buscar a Alonso de Ávila, que estaba en la costa caribeña de la Península de Yucatán, para que iniciara una campaña militar en las provincias mayas de Acalán y Mazatlán en el oriente de la provincia de Tabasco. El paso de Cortés por esas provincias en 1525 en su expedición a las Hibueras, le sirvió de mucho a Alonso de Ávila para avanzar en el conocimiento de la intrincada geografía de la zona.
Ávila llegó con refuerzos a la Villa de Santa María de la Victoria y de inmediato se trasladó a la provincia maya de Acalán, donde entabló fuertes combates, y tras muchas dificultades fundó la villa de Salamanca de Acalán (municipio de Balancán), primera población española en la zona oriental de Tabasco y pretendida cabeza de playa en la futura conquista de Yucatán. Pero los mayas se rebelaron y atacaron en repetidas ocasiones la villa, por lo que al cabo de varios meses Alonso de Ávila decidió abandonar la población.
Un año después, en 1536 se unió a las campañas militares de la conquista de Las Hibueras (Honduras). Posteriormente viajó para participar en las campañas militares de Nueva Galicia, actuales estados mexicanos de Jalisco, Aguascalientes, Nayarit, Colima, Sinaloa, Zacatecas y San Luis Potosí donde murió en 1542.

## Descendencia
Su primer matrimonio fue con Elvira Guillén y tuvieron un hijo: Esteban. El matrimonio fue considerado ilegítimo. Posteriormente se casó con Juana López, quien fue su esposa reconocida socialmente, con quién tuvo varios hijos. Quizá también estuvo relacionado con Teresa Martínez de Bastidas, hija del conquistador Rodrigo de Bastidas con quien tuvo tres hijas: Damiana, Isabel y Teresa.  Su hermano Gil González Dávila se casó con Leonor de Alvarado, hermana del conquistador y adelantado Pedro de Alvarado. Sus sobrinos, Alonso y Gil González de Ávila, murieron decapitados en la Ciudad de México el 3 de agosto de 1566 por haber participado en la conjura del marqués del valle, Martín Cortés Zúñiga.